# توبيكا (إنديانا)
توبيكا (بالإنجليزية: Topeka town, Indiana)‏ هي بلدة تقع بولاية إنديانا في الولايات المتحدة. تبلغ مساحتها 4.18 كم2، وترتفع عن سطح البحر 282 م، بلغ عدد سكانها 1,153 نسمة في عام 2010 حسب إحصاء مكتب تعداد الولايات المتحدة وتصل الكثافة السكانية فيها 275.8 نسمة لكل كيلومتر مربع (714.3/ميل2).

## التركيبة السكانية
حدّد مكتب تعداد الولايات المتحدة بيانات التركيبة السكانية لتوبيكا في تعداد الولايات المتحدة. في ما يلي، التركيبة السكانية حسب تعدادي 2000 و2010.

### تعداد عام 2000
بلغ عدد سكان توبيكا 1,159 نسمة بحسب تعداد عام 2000، وبلغ عدد الأسر 448 أسرة وعدد العائلات 311 عائلة مقيمة في البلدة. في حين سجلت الكثافة السكانية 277.3 نسمة لكل كيلومتر مربع (718.2/ميل2). وبلغ عدد الوحدات السكنية 482 وحدة بمتوسط كثافة قدره 115.3 لكل كيلومتر مربع (298.6/ميل2).
وتوزع التركيب العرقي للبلدة بنسبة 95.34% من البيض و0.69% من الأمريكيين ذوي الأصول الآسيوية و1.38% من الأعراق الأخرى و2.59% من عرقين مختلطين أو أكثر و2.67% من الهسبانيون أو اللاتينيون من أي عرق.
بلغ عدد الأسر 448 أسرة كانت نسبة 41.3% منها لديها أطفال تحت سن الثامنة عشر تعيش معهم، وبلغت نسبة الأزواج القاطنين مع بعضهم البعض 49.8% من أصل المجموع الكلي للأسر، ونسبة 12.9% من الأسر كان لديها معيلات من الإناث دون وجود شريك،  بينما كانت نسبة 6.7% من الأسر لديها معيلون من الذكور دون وجود شريكة وكانت نسبة 30.6% من غير العائلات. تألفت نسبة 26.6% من أصل جميع الأسر من عدة أفراد يعيشون في نفس المنزل ونسبة 8.3% كانت تتألف من شخص يعيش بمفرده يبلغ من العمر 65 عاماً أو أكثر. وبلغ متوسط حجم الأسرة المعيشية 2.59، أما متوسط حجم العائلات فبلغ 3.10.
بلغ العمر الوسطي للسكان 28.6 عاماً. وكانت نسبة 31.1% من القاطنين تحت سن الثامنة عشر، وكانت نسبة 11.4% بين الثامنة عشر والرابعة والعشرين عاماً، ونسبة 30.5% كانت واقعةً في الفئة العمرية ما بين الخامسة والعشرين والرابعة والأربعين عاماً، ونسبة 17.1% كانت ما بين الخامسة والأربعين والرابعة والستين، ونسبة 9.9% كانت ضمن فئة الخامسة والستين عاماً فما فوق. يوجد لكل 100 أنثى 95.8 ذكر، ويوجد لكل 100 أنثى في الثامنة عشر من عمرها فما فوق 95.1 ذكر.
بلغ متوسط دخل الأسرة في البلدة 37,105 دولارًا، أما متوسط دخل العائلة فبلغ 42,232 دولارًا. وكان متوسط دخل الذكور 32,356 دولارًا مقابل 23,542 دولارًا للإناث. وسجل دخل الفرد الخاص بالبلدة 17,269 دولارًا. وكانت نسبة 7.3% من العائلات ونسبة 9.1% من السكان تحت خط الفقر، وكان من هؤلاء نسبة 11.7% تحت سن الثامنة عشر ونسبة 10.1% في الخامسة والستين من العمر وما فوق.

### تعداد عام 2010
بلغ عدد سكان توبيكا 1,153 نسمة بحسب تعداد عام 2010، وبلغ عدد الأسر 421 أسرة وعدد العائلات 291 عائلة مقيمة في البلدة. في حين سجلت الكثافة السكانية 275.8 نسمة لكل كيلومتر مربع (714.3/ميل2). وبلغ عدد الوحدات السكنية 456 وحدة بمتوسط كثافة قدره 109.1 لكل كيلومتر مربع (282.6/ميل2).
وتوزع التركيب العرقي للبلدة بنسبة 94.45% من البيض و0.26% من الأمريكيين الأفارقة و0.95% من الأمريكيين ذوي الأصول الآسيوية و1.65% من الأعراق الأخرى و2.69% من عرقين مختلطين أو أكثر و3.64% من الهسبانيون أو اللاتينيون من أي عرق.
بلغ عدد الأسر 421 أسرة كانت نسبة 43.9% منها لديها أطفال تحت سن الثامنة عشر تعيش معهم، وبلغت نسبة الأزواج القاطنين مع بعضهم البعض 50.6% من أصل المجموع الكلي للأسر، ونسبة 12.8% من الأسر كان لديها معيلات من الإناث دون وجود شريك،  بينما كانت نسبة 5.7% من الأسر لديها معيلون من الذكور دون وجود شريكة وكانت نسبة 30.9% من غير العائلات. تألفت نسبة 26.8% من أصل جميع الأسر من عدة أفراد يعيشون في نفس المنزل ونسبة 10.2% كانت تتألف من شخص يعيش بمفرده يبلغ من العمر 65 عاماً أو أكثر. وبلغ متوسط حجم الأسرة المعيشية 2.74، أما متوسط حجم العائلات فبلغ 3.34.
بلغ العمر الوسطي للسكان 29.6 عاماً. وكانت نسبة 33.9% من القاطنين تحت سن الثامنة عشر، وكانت نسبة 8.8% بين الثامنة عشر والرابعة والعشرين عاماً، ونسبة 28.2% كانت واقعةً في الفئة العمرية ما بين الخامسة والعشرين والرابعة والأربعين عاماً، ونسبة 21% كانت ما بين الخامسة والأربعين والرابعة والستين، ونسبة 8.2% كانت ضمن فئة الخامسة والستين عاماً فما فوق. وتوزع التركيب الجنسي للسكان بنسبة 47.8% ذكور و52.2% إناث.

## وصلات خارجية
- الموقع الرسمي